# Norton Commander

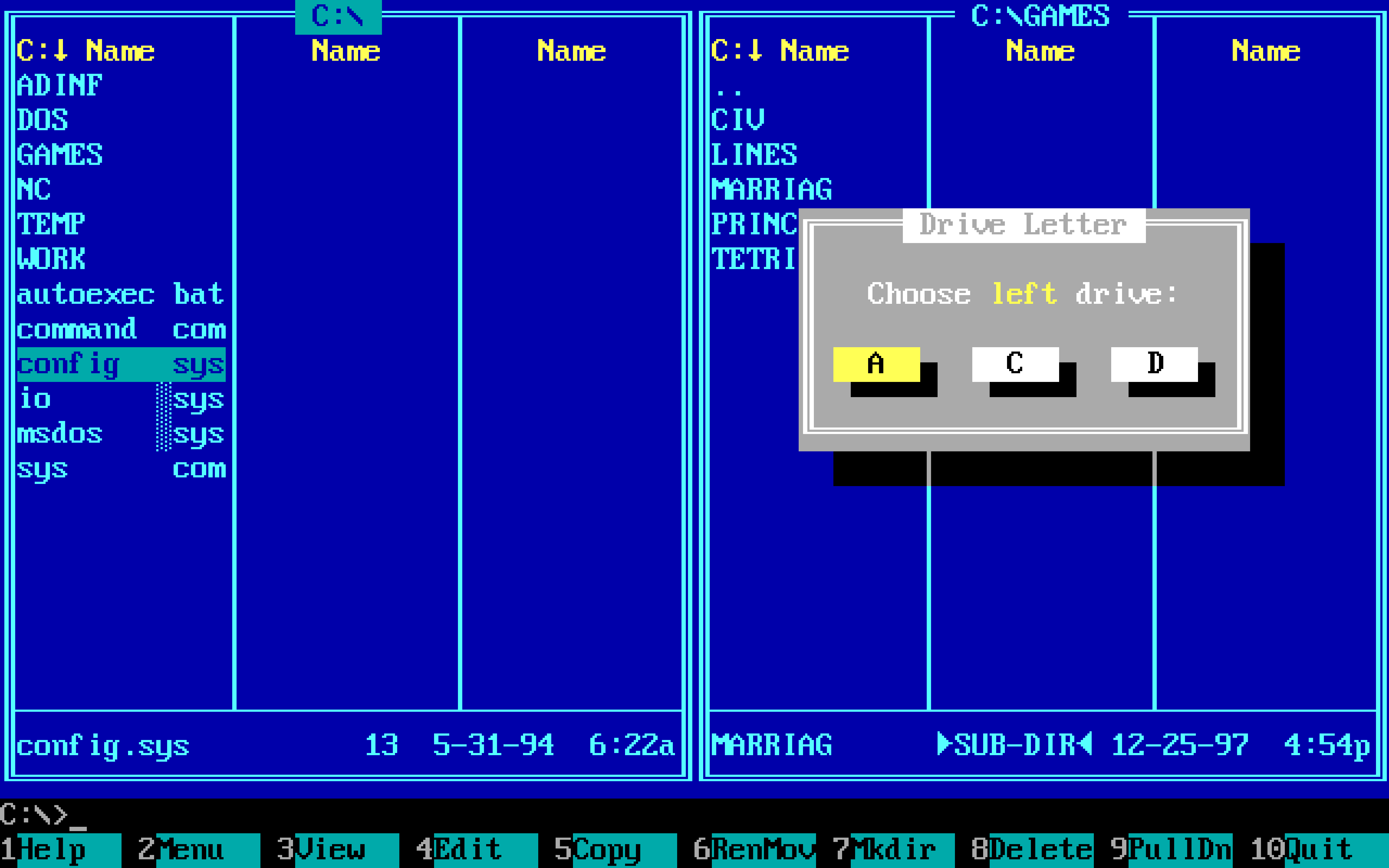
DOS com Norton Commander

Norton Commander é um programa, também conhecido como nc, gestor de ficheiros, com interface gráfica para MS-DOS, criado por John Socha e lançado pela Peter Norton Computing (adquirida depois pela Symantec Corporation).
Com o nc, torna-se muito fácil a manipulação de ficheiros, com teclas de atalho para editar, ver, copiar, mover e renomear ficheiros, bem como pastas.